# Драгославец Село
Драгославец Село је насељено место у саставу општине Горњи Михаљевец у Међимурској жупанији, Хрватска. До територијалне реорганизације у Хрватској налазило се у саставу старе општине Чаковец.

## Становништво
На попису становништва 2011. године, Драгославец Село је имало 214 становника.

## Попис1991.
На попису становништва 1991. године, насељено место Драгославец Село је имало 218 становника, следећег националног састава:
| Попис 1991.‍ | Попис 1991.‍ | Попис 1991.‍ | Попис 1991.‍ | Попис 1991.‍ |
| ----------- | ----------- | ----------- | ----------- | ----------- |
|             |             |             |             |             |
| Хрвати      | Хрвати      |             | 206         | 94,49%      |
| остали      | остали      |             | 2           | 0,91%       |
| непознато   | непознато   |             | 10          | 4,58%       |
| укупно: 218 |             |             |             |             |